# DORIS

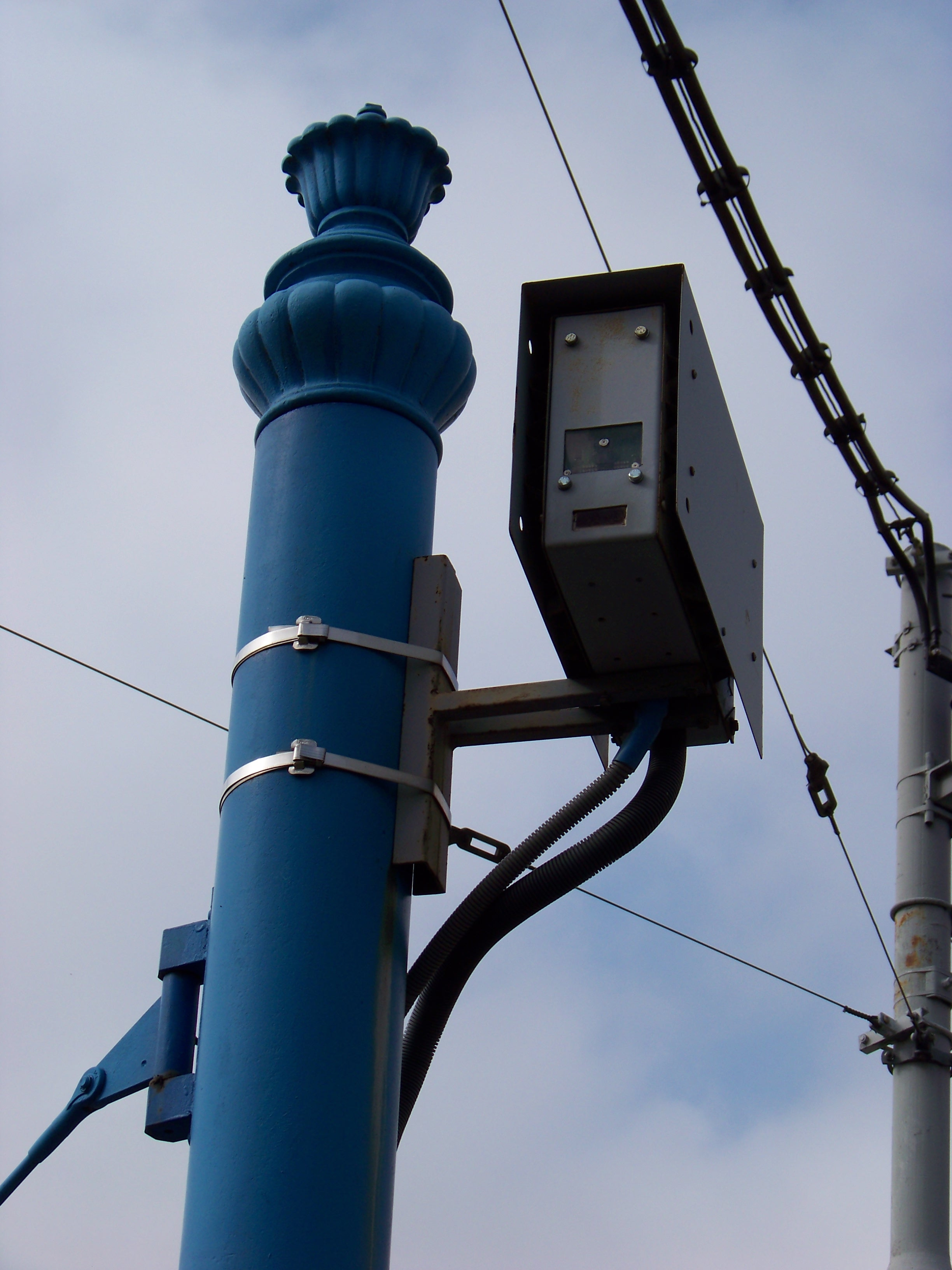
Inframaják u vjezdu do vozovny Žižkov

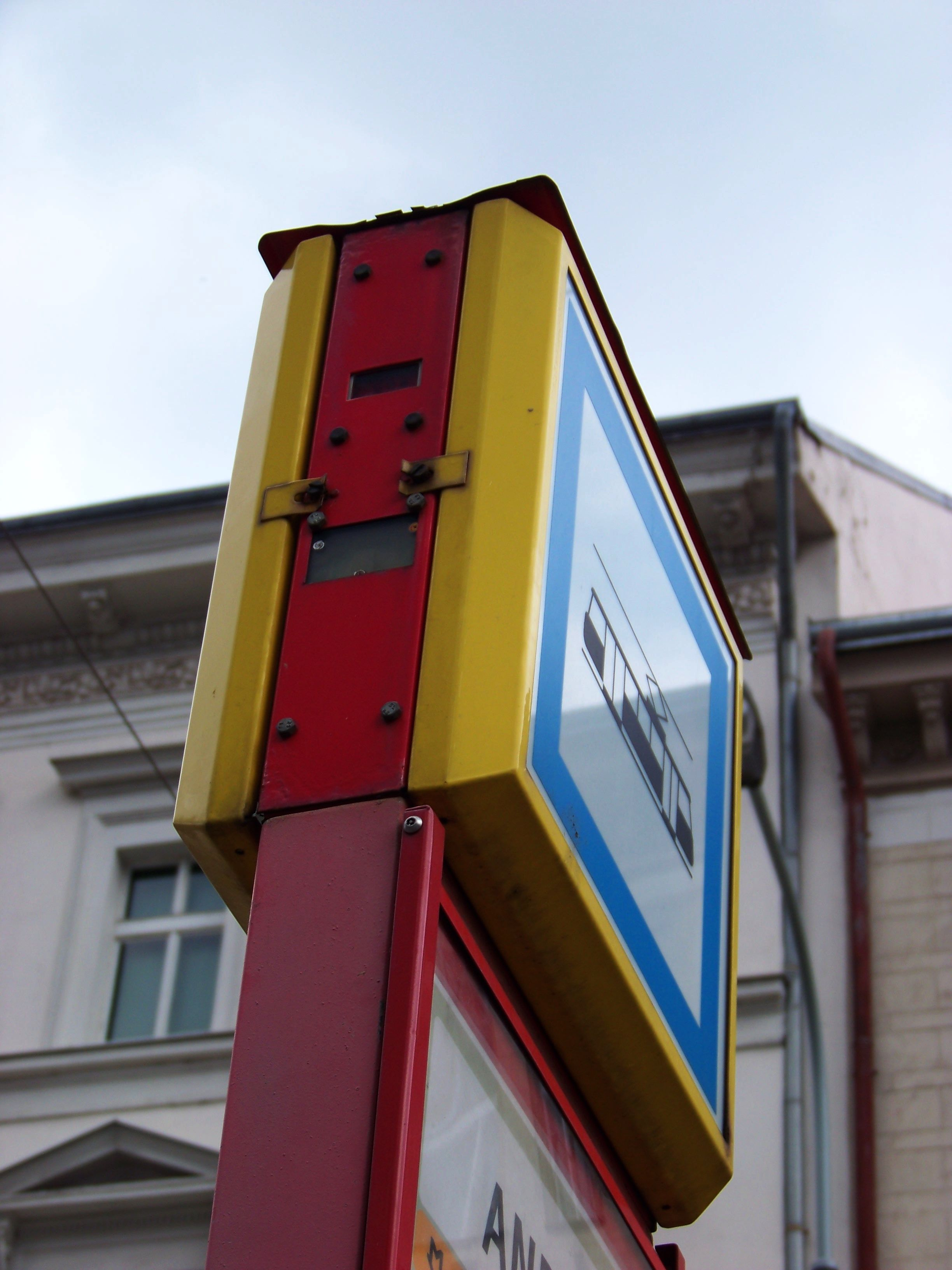
Typický inframaják skrytý v hlavě zastávkového sloupku (zastávka Anděl)

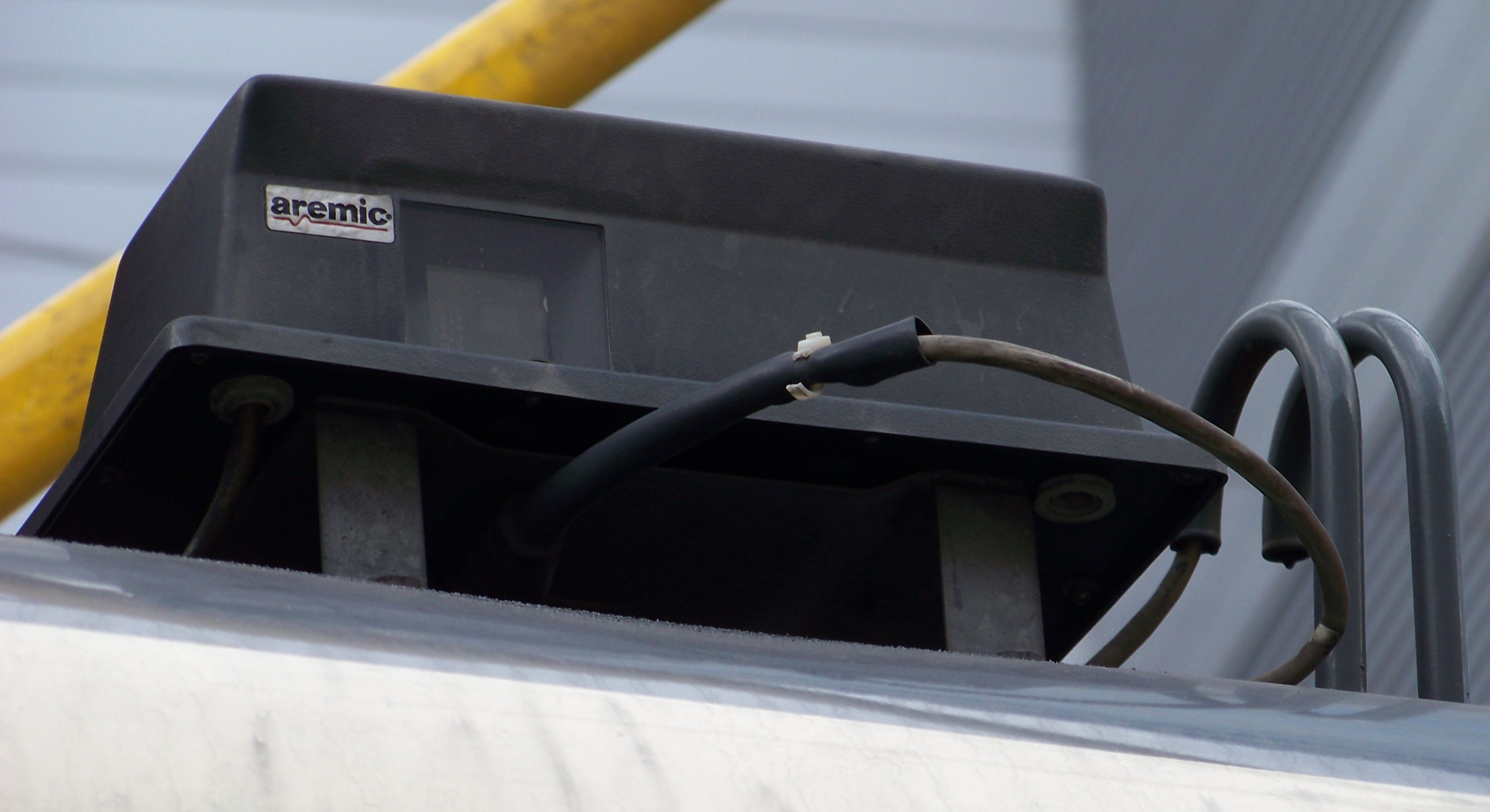
Přijímač signálu na střeše tramvaje

DORIS (akronym s významem dispečerský řídicí a informační systém) je název telematického systému, který v Praze sleduje provoz tramvají. Je založený na tom, že modul umístěný na vozidle v určitých bodech na trati s pomocí inframajáků umístěných na některých zastávkových sloupcích, výjezdech z vozoven, případně dalších místech, identifikuje polohu vlaku a odešle informaci vozidlovou radiostanicí do informační centrály. Na provozním dispečinku tramvají, ve výpravnách vozoven, střídacích bodech a na dalších místech tak dispečeři a další osoby mají možnost průběžně sledovat polohu všech tramvají v síti a u vlaků určených jízdním řádem i odchylku od jízdního řádu, přičemž systém tyto informace vyhodnocuje a propojuje s dalšími činnostmi dispečinku a telematickými výstupy. Do systému je začleněna také radiová komunikace vozidel a řidičů s dispečinkem a seřizování a zobrazování jednotného času ve vozidlech (na zobrazovači času i na označovacích strojcích).

## Inframajáky a kontrolní body
Inframajáky jsou umístěny zejména v těch zastávkách, které řidiči mají uvedeny ve vlakových jízdních řádech – takzvaných kontrolních bodech. Jde zejména o konečné zastávky, zastávky u významných křižovatek nebo stanic metra, a o místa vjezdu a výjezdu vozoven. Tato místa jsou volena s různou vzdáleností, nejběžněji po 5 až 10 minutách jízdy. Systém přijímá informace o všech průjezdech kolem čidel (resp. majáků), tedy i o těch průjezdech, kdy příslušná linka nemá u majáku, kolem kterého projíždí, stanovený kontrolní bod. Například na trati Hlubočepy – Barrandov jsou čidla nejen v každé zastávce, ale dokonce i na několika místech mezi zastávkami. V zastávce, která není vybavena inframajákem, je odeslání informace iniciováno vyhlášením názvu zastávky.[zdroj?]
V roce 2002 bylo instalováno 182 inframajáků a předpokládal se konečný počet maximálně 250 v pražské tramvajové síti.

## Přenos informací
Radiostanice a palubní počítač tramvajového vlaku jsou automaticky aktivovány zapnutím řízení vlaku.
DORIS v minulosti využíval dva simplexní datové radiokanály, tři simplexní zvukové radiokanály a jeden radiokanál pro dispečerský provoz. Od roku 2005 (DORIS2005T) se pro přenos fonické a datové informace mezi provozním dispečinkem tramvají a každým tramvajovým vlakem využívá městská radiová síť TETRA. K pokrytí města radiovým signálem využívá systém 22 stacionárních základnových radiostanic.

## Výstup na monitoru počítače
Ve výstupu systému na monitoru počítače na dispečinku lze údaje zobrazovat ve formě schematické mapy i navzájem propojených tabulek s údaji. Barevně je přitom znázorněn okamžitý vztah každého vlaku k jízdnímu řádu. Zeleně se zobrazují spoje jedoucí ve stanovené toleranci přesnosti (tj. u posledního čidla přesně nebo se zpožděním nejvýše 3 minuty). Červenou ikonou se zobrazují nadjeté spoje (spoje, které kolem posledního čidla projely před stanoveným časem odjezdu). Žlutá ikona znamená zpoždění mezi 3 a 5 minutami, blikající žlutá ikona zpoždění 5 minut nebo vyšší. Bíle jsou znázorněny vlaky, jejichž zpoždění je vyšší než doba obratu na následující konečné (tj. tyto vlaky nemohou zpoždění na konečné dohnat a vyjedou z nástupní zastávky opožděně). Modrá barva přísluší vlakům neurčeným jízdním řádem (cvičné, služební a zkušební jízdy), fialová barva označuje poruchu palubního počítače, kvůli níž nelze identifikovat polohu vlaku. Stejný výstup je dostupný v některých vozovnách i řidičům, kteří si tak před střídáním mohou ověřit, kde se nachází na trati vlak, na němž mají nastoupit službu.
Systém je propojený s vybavením dispečinku pro radiofonní komunikaci s řidiči. Pokud tedy některý z řidičů radiostanicí kontaktuje dispečink, dispečerovi se zároveň na monitoru zobrazí dostupné údaje o vozidle, z něhož řidič volá (typ vozu, evidenční číslo vozu, vozovna, údaje o řidiči, apod.).

## Vyhodnocování údajů
Pokud systém signalizuje nepravidelnost, jejíž příčina není dispečinku známa, dispečer se radiostanicí dotáže řidiče. Teoreticky podle provozního předpisu jsou řidiči povinni větší nepravidelnosti hlásit sami, v případě zpoždění způsobených běžným zahlcením komunikací však s důsledným dodržováním této povinnosti nelze počítat. Dispečer je rovněž upozorněn na to, pokud některý vlak na trase 30 minut nezaslal informaci o své poloze.
Pokud z kontrolního bodu odjede tramvaj před stanoveným časem, systém automaticky zapracuje událost do zprávy pro nadřízené příslušného řidiče (pro vedoucího provozu příslušné vozovny) jako podklad k finančnímu postihu za nedodržení jízdního řádu. Nedodržení jízdního řádu u majáků, kde linka nemá kontrolní bod, nebo v zastávkách bez majáku takto postihováno není. Například od 1. 7. 2006 ve vozovně Strašnice bylo první nadjetí v měsíci za napomenutí, za druhé bylo řidiči strženo 50 Kč, za třetí 100 Kč a za každé další o 50 Kč více, přičemž přesahuje-li první zjištěné nadjetí jednu minutu, je za něj strženo již 50 Kč. Do konce června 2006 bylo řidičům tolerováno nadjetí do 20 sekund jako korekce možné chyby zaměření polohy vozidla během stání v zastávce (pokud tramvaj při zastavování přejede čelem sloupek, systém zaregistruje příjezd, jako by šlo o odjezd).
Systém poskytuje i různé průběžné a souhrnné statistické údaje. Město jako objednatel dopravy vyžaduje 85 % procent spojů (resp. vozidel v okamžitém stavu) v toleranci přesnosti, tento požadavek je většinou naplňován.
Soulad pozice vozidla s jízdním řádem vyhodnocuje i ve spolupráci s palubním počítačem, který na displeji v kabině řidiče a v některých případech i akusticky informuje řidiče o případném zpoždění nebo nadjetí. Systém po průjezdu kolem inframajáku zároveň kontroluje, zda hlášení zastávek pro cestující ve vozidle odpovídá skutečné poloze, a v případě nesrovnalostí je hlásič automaticky korigován. Systém také upozorňuje řidiče před časem pravidelného odjezdu z konečné zastávky nebo z vyčkávacího přestupního bodu. Na základě pokynu dispečera je systém schopen vydat pokyn k odjezdu všem vlakům, které mají v danou dobu v souladu s grafikonem hromadný odjezd z určeného bodu – toho se používá v nočním provozu při řízení odjezdu linek z centrálního přestupního bodu Lazarská.
Archivovaná data jsou nebo mohou být využívána pro celou řadu dalších hodnocení a výkazů, například nepravidelností provozu, úspěšnosti radiového provozu, optimalizace jízdních řádů a plánování dopravy a její preference v provozu.

## Výstupy pro veřejnost

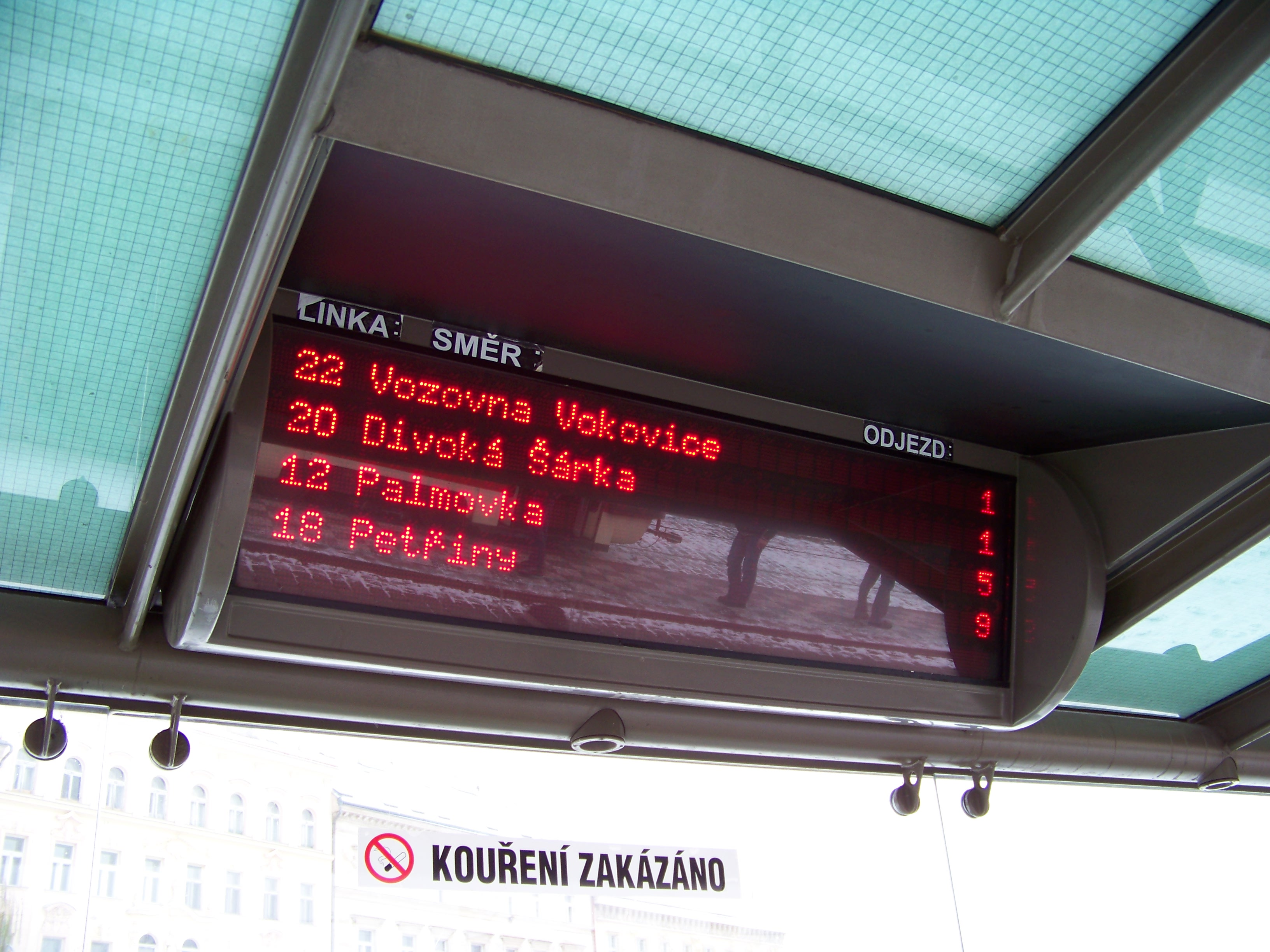
Prototypový zobrazovač odjezdů s aktualizací dle okamžité polohy tramvají v zastávce Malostranská.

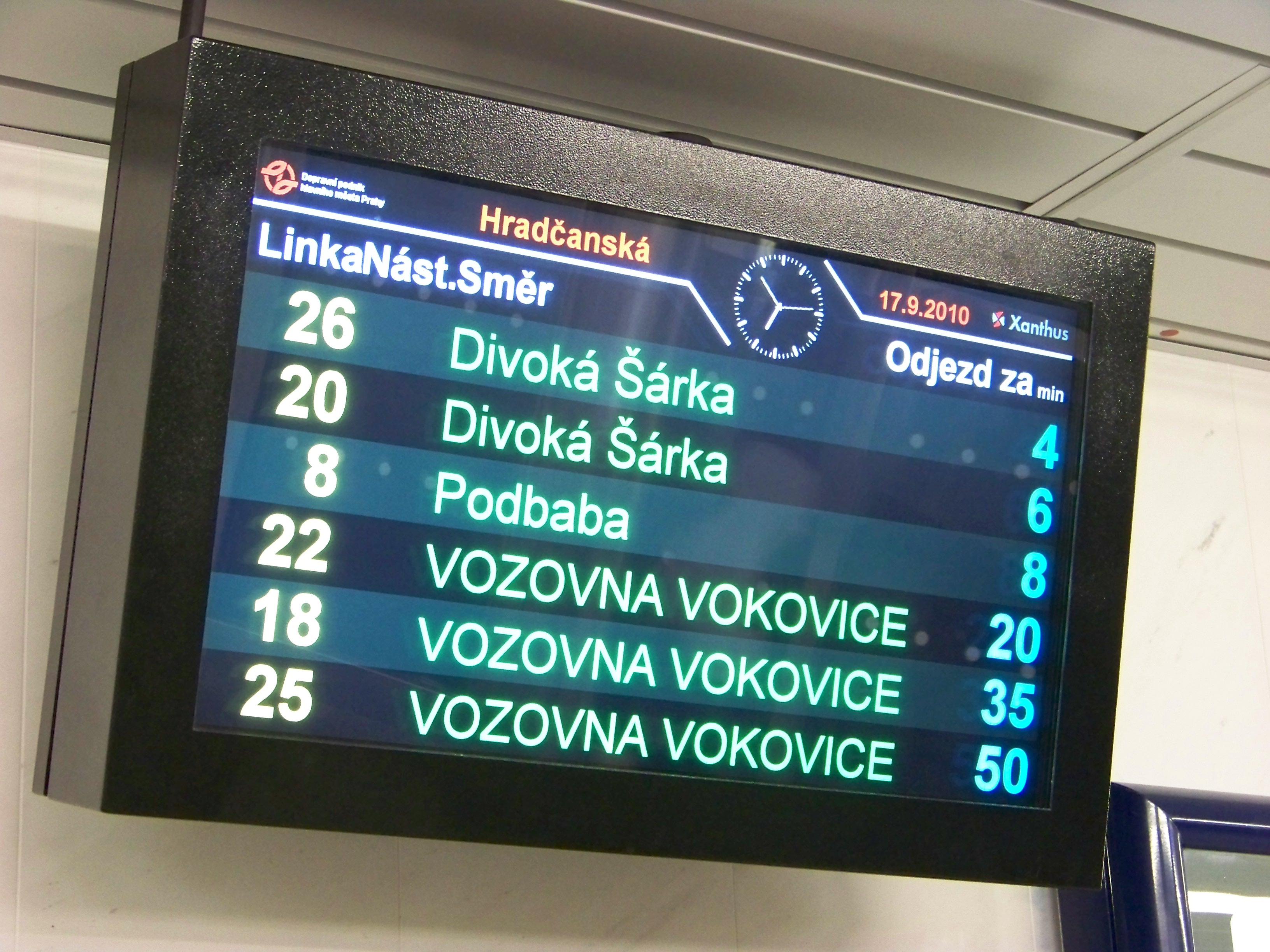
Novější LCD verze výstupu ve stanici Hradčanská

Údaje ze systému využívají v některých místech i elektronické zobrazovače zastávkového informačního systému (zkušebně Malostranská, všechny zastávky na nové barrandovské trati). Tabule neobsahuje údaje o pravidelném odjezdu, o zpoždění nebo nadjetí ani konkrétní identifikaci spojů například pořadovým číslem spoje nebo vozidla, ale pouze počet minut do předpokládaného skutečného odjezdu spojů příslušných linek. Vzhledem k tomu, že reakce zobrazovače na průjezd vlaku není okamžitá a čidla nejsou na tratích umístěna příliš hustě, zobrazené údaje mnohdy nejsou příliš přesné a někdy jsou i matoucí (údaj se skokově mění, nebo udává odjezd „za 1 minutu“ u spoje, který již ze zastávky odjel atd.).
Podobné zastávkové informační tabule, avšak čerpající údaje z jiných systémů, jsou od května 2004 v Jesenici (v této obci sídlí firma APEX, která telematické systémy vyvíjí), Strančicích a Českém Brodě). V Jesenici je v rámci Pražské integrované dopravy poprvé použita tabule poskytující integrovaně informace o autobusových i vlakových spojích. Vizuální zobrazení je doplněno možností akustického hlášení pro nevidomé.
V roce 2007 začal zkušební provoz podávání informací o poloze tramvají SMS zprávami na mobilní telefony – nejprve pro služební potřebu řidičů střídajících kolegy na trati, od 22. září 2007 pilotně i pro veřejnost. Informace pro veřejnost obsahuje údaj o tom, za jak dlouho tramvaj pojede, nikoliv o pravidelném odjezdu ani o zpoždění nebo nadjetí.
Do výstupů vyhledávačů spojení zatím informace o aktuálním stavu provozu začleněna není.

## Historie a správa systému
Teoreticky a laboratorně byly podobné systémy vyvíjeny již koncem 60. let 20. století.
V letech 1982–1986 byl ve zkušebním provozu na tehdejší autobusové lince 144 (Staroměstská – sídliště Bohnice jih) systém KŘS (Kontrolní řídicí systém). Systém byl tehdy ještě málo spolehlivý a potřebné technologie drahé a obtížně dostupné.
V roce 1992 byl (na základě rozhodnutí z roku 1988) na tramvajové lince 18 (Vozovna Pankrác – Petřiny) použit systém ISYDR. Šlo o bratislavský systém DRAHUŠA upravený pro pražské podmínky, ISYDR znamenalo Inovovaný SYstém DRahuša.
V roce 1994 vyhlásilo město Praha soutěž na dodávku odbavovacích zařízení v MHD. V rámci integrovaného odbavovacího a informačního systému (OIS) ve vozidlech, vyvíjeného sdružením MYPOL v. o. s., byl systém ISYDR převeden z analogových technologií na digitální a zároveň změnil název na DORIS. Od 1. června 1995 byl DORIS uveden do rutinního provozu.
V roce 2005 sledoval DORIS v dopravní špičce pracovního dne všech 415 vlaků, které jsou současně na trasách v pražské tramvajové síti a v noci 55 jednovozových vlaků. V roce 2007 bylo ve špičce v provozu maximálně 326 vlaků, v noci 60 jednovozových vlaků.
V roce 2005 bylo možné zaznamenané údaje dohledat až 6 let zpětně, ale údajně jsou uložené všechny údaje od rutinního zprovoznění systému v roce 1996. Tyto údaje je možné použít i při prověřování stížnosti.
V roce 2005 se používal DORIS ve verzi z dubna 2003. V roce 2007 se používala verze DORIS - 2005 T.
Za provoz systému DORIS (vedení příslušného oddělení DP) od roku 2003 odpovídá Jiří Sedláček, dřívější řidič tramvaje a dispečer.

## Podobné systémy

### AUDIS

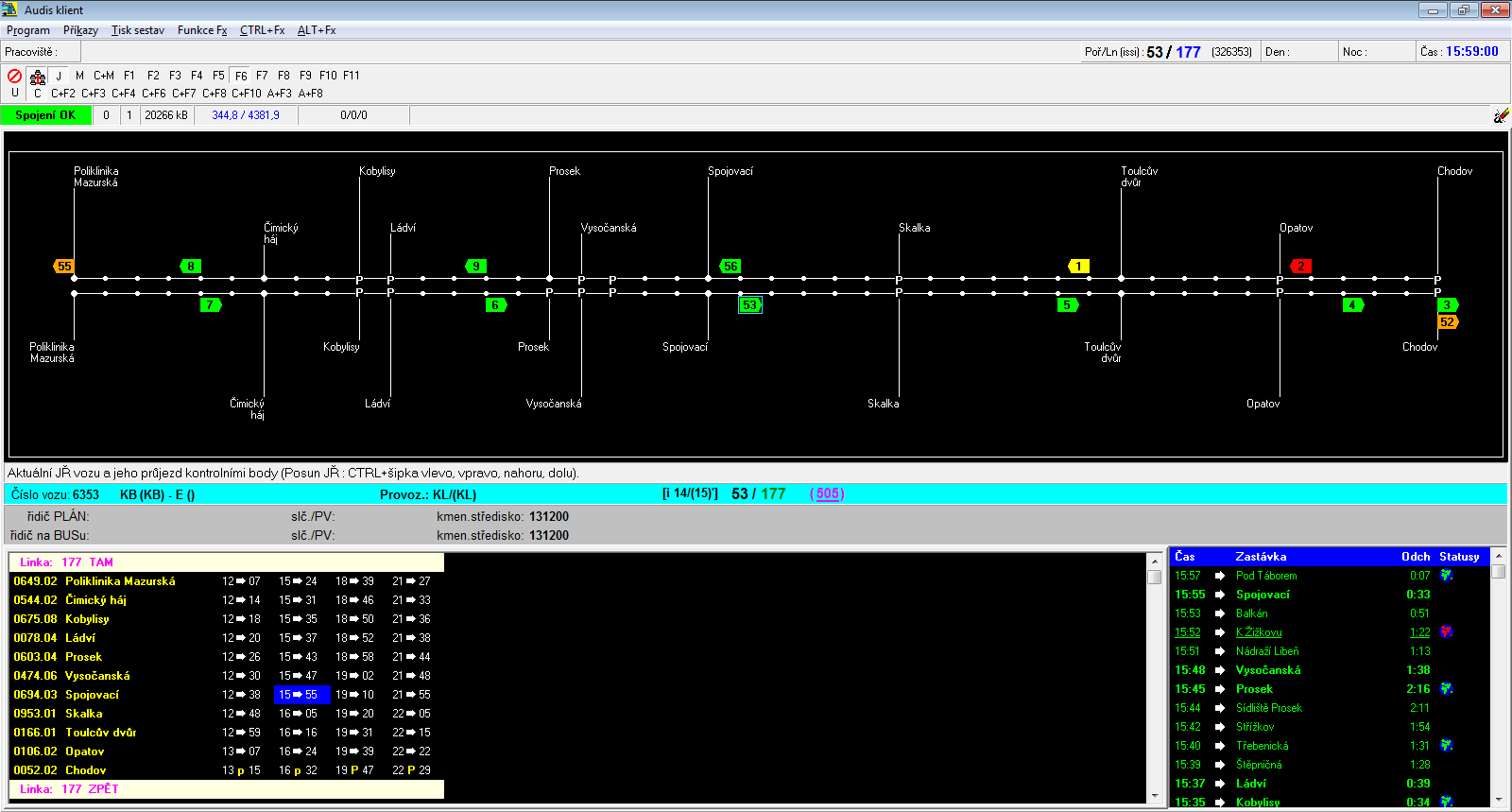

V síti autobusových linek PID není zjišťování polohy vozidla založeno na signálu od inframajáku umístěného na zastávce, ale na systému GPS, který polohu vozidla zjistí s přesností 20 metrů. Systém byl poprvé zaveden v roce 2000 na lince 177 (35 vozů), následně na lince 187. Začátkem roku 2003 byla příslušným zařízením vybavena jen asi pětina autobusů. Nyní jsou tímto zařízením vybaveny všechny autobusy provozované Dopravní podnikem hl. m. Prahy a.s.
Přenos krátkých datových zpráv (SDS) mezi vozidlem a centrálním počítačem zajišťuje digitální radiová síť TETRA Městského radiového systému.
Pracovní obrazovka „perlová šňůra“ zobrazuje polohu vozidel na konkrétní lince. Přehled stavu vozů umožňuje vyhledat vůz podle čísla linky a pořadového čísla. Zeleně se zobrazují vozy jedoucí přesně (v povolené časové toleranci), červeně vozy nadjeté (jedoucí předčasně), přičemž červeně blikající jsou nadjeté o více než 60 sekund, žluté zbarvení znamená zpoždění nad stanovenou toleranci. Na druhém monitoru se dispečerům zobrazuje situace na mapě. Třetí monitor slouží ke zobrazení dispečerské konzole sítě TETRA.
Z dispečinku je možné kromě komunikace s řidičem centrálně a dálkově hlásit informace cestujícím do vozů, měnit například zobrazení cílové zastávky na vozidle atd. Systém sleduje případy vozidel nekomunikujících se systémem, případy sjetí ze stanovené trasy nebo chybného hlášení zastávek atd. Na propojení systému s dalšími telematickými systémy a prvky se pracuje.

V pražských autobusech, na rozdíl od tramvají, se řidičovi na palubním počítači zobrazuje plánovaný čas odjezdu pro každou konkrétní zastávku. Dodržení jízdního řádu je od řidičů vyžadováno pro každou zastávku, nikoliv jen pro vybrané kontrolní body.

### FarWay
Monitorován je rovněž pohyb dispečerských a některých údržbových vozidel Dopravního podniku hl. m. Prahy, a to systémem FarWay. Systém v intervalu 5–10 sekund sleduje, zobrazuje a zaznamenává na dispečinku nejen polohu vozidla, ale i použití modrého či oranžového majáku, okamžitou rychlost vozidla (se zvýrazněním překročení rychlosti 50 a 90 km/h), výstupy jsou dostupné i u garážmistrů. Sledování je propojeno s integrovaným záchranným systémem, takže dispečeři mohou mít přehled i o pohybu mimopodnikových záchranných složek.

### Jiné systémy
V pražském metru se systém s podobnou funkcí nazývá Automatický systém dispečerského zařízení. Je propojený se zabezpečovacím systémem dráhy (metro je druhem železniční dráhy).
Systém podobný DORISu a AUDISu je testován i v příměstské dopravě u jiných dopravců, mezi jeho výstupy patří i informace řidičům využitelné v případě zpoždění spojů k řešení přestupních vazeb (otázka vyčkávání na zpožděné spoje v přestupním bodě).
Na některých místech lze informaci doplnit i obrazem z městského kamerového systému. Ten sice provozuje policie, ale dispečink Dopravního podniku hl. m. Prahy a. s. má přístup k jeho výstupům a může policii v případě požádat o dálkově zajištěnou změnu polohy konkrétní kamery.
Dispečerský a řídicí systém, který se používá v Brně od roku 2004–2005, se nazývá RIS. Tentýž systém funguje i v Českých Budějovicích. V Plzni se na podzim 2007 chystá výběrové řízení na řídicí a informační systém.
Systém sledování tramvají podobný DORISu mají také například v německých Drážďanech.
Funkce Aktuální pozice vlaku pro sledování vlaků na hlavních železničních tratích funguje od roku 2001 je zapracována do výstupů vyhledávače spojení IDOS a funguje i jako samostatná SMS služba. Údaje jsou do systému vkládány ručně výpravčími ve vybraných železničních stanicích. Přehledný grafický výstup a archiv s využitím těchto údajů provozuje od roku 2004 jako soukromou zájmovou aktivitu pod názvem Babitron Robert Babilon.